# Марка (денежная единица Германии)
Марка (знак валюты — ℳ) — одна из основных денежных единиц на территории германских государств, начиная с XVI века. Имела хождение в ФРГ вплоть до введения евро в 2002.

## История

### Средние века
В Средние века в различных частях Священной Римской империи имело хождение множество разных денежных единиц. Изначально основополагающей единицей такого рода был фунт (весовой фунт соответствует 408,24 грамма). Фунт состоял из 20 шиллингов, шиллинг в свою очередь по стоимости равнялся 12 пфеннигам. Серебряный пфенниг весил 1,7 г.
Однако фунт был слишком крупной единицей, и это зачастую создавало неудобства при расчётах. Постепенно в оборот была введена дополнительная единица, полфунта, иначе говоря — марка (название связано с понятием марки как территориальной единицы). Марка могла иметь разные веса (и стоимость) в зависимости от княжества, её выпустившего. Так, нюрнбергская марка весила 255 г, кёльнская — 233,855 г.

### Новое время
В начале XVI века немецкие княжества попытались унифицировать денежную систему Священной Римской империи германской нации, и рейхстаг в Эсслингене установил в качестве эталона кёльнскую марку. Впрочем, наряду с маркой в Германии продолжали ходить такие монеты, как гульден (Gulden) и талер (Taler), а также более мелкие крейцер (Kreuzer), геллер (Heller), грошен (Groschen) и ряд других.

### Марка Германской империи
После образования единой Германской империи в 1870 марка, делящаяся на 100 пфеннигов, была введена в качестве единственной валюты на территории этого государства. Впрочем, талер вышел из употребления не сразу — он ходил в Германии до 1907 г. Кроме того, в относительно независимой Баварии имел хождение геллер. Марка содержала 0.358423 г. чистого золота. Эмиссию банкнот в марках осуществлял Рейхсбанк и четыре государственных банка (Баварский, Баденский, Вюртембергский и Саксонский). С 4 августа 1914 г., сразу после начала первой мировой войны, размен банкнот на золото был прекращён.

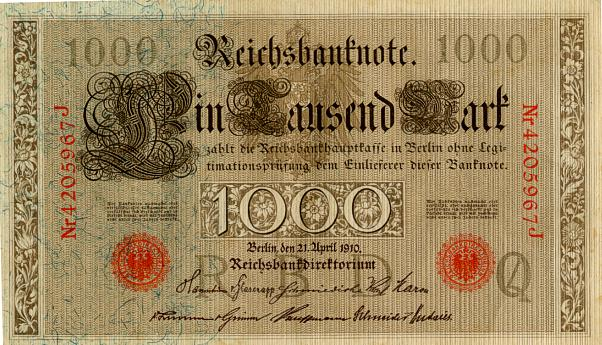
1000 немецких марок. Германия. 1910, аверс
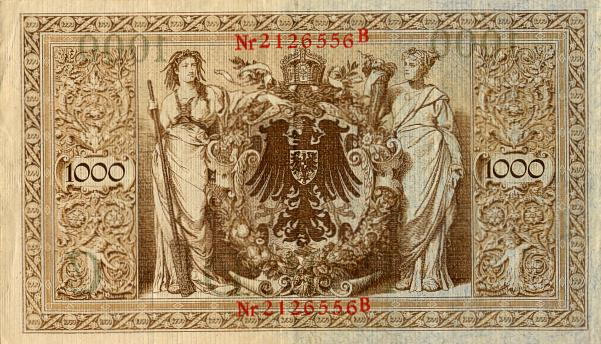
1000 немецких марок. Германия. 1910, реверс
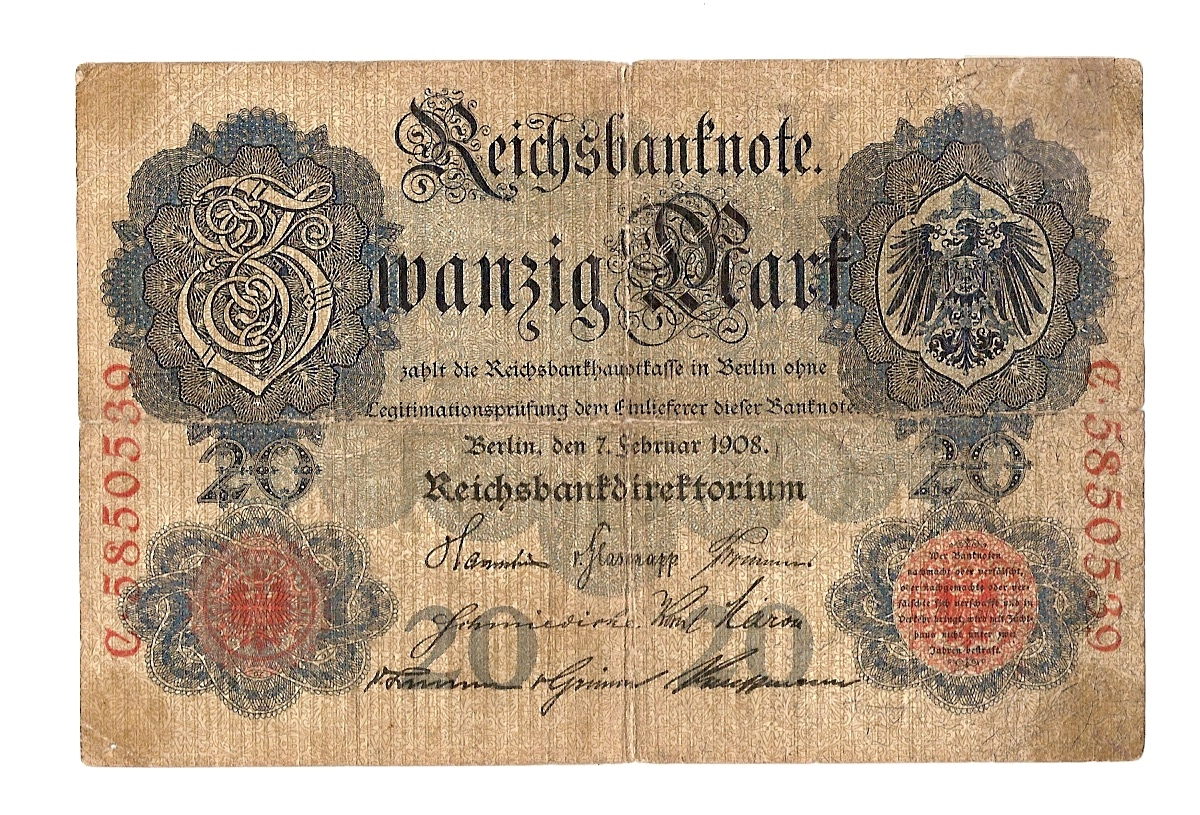
20 марок 1908
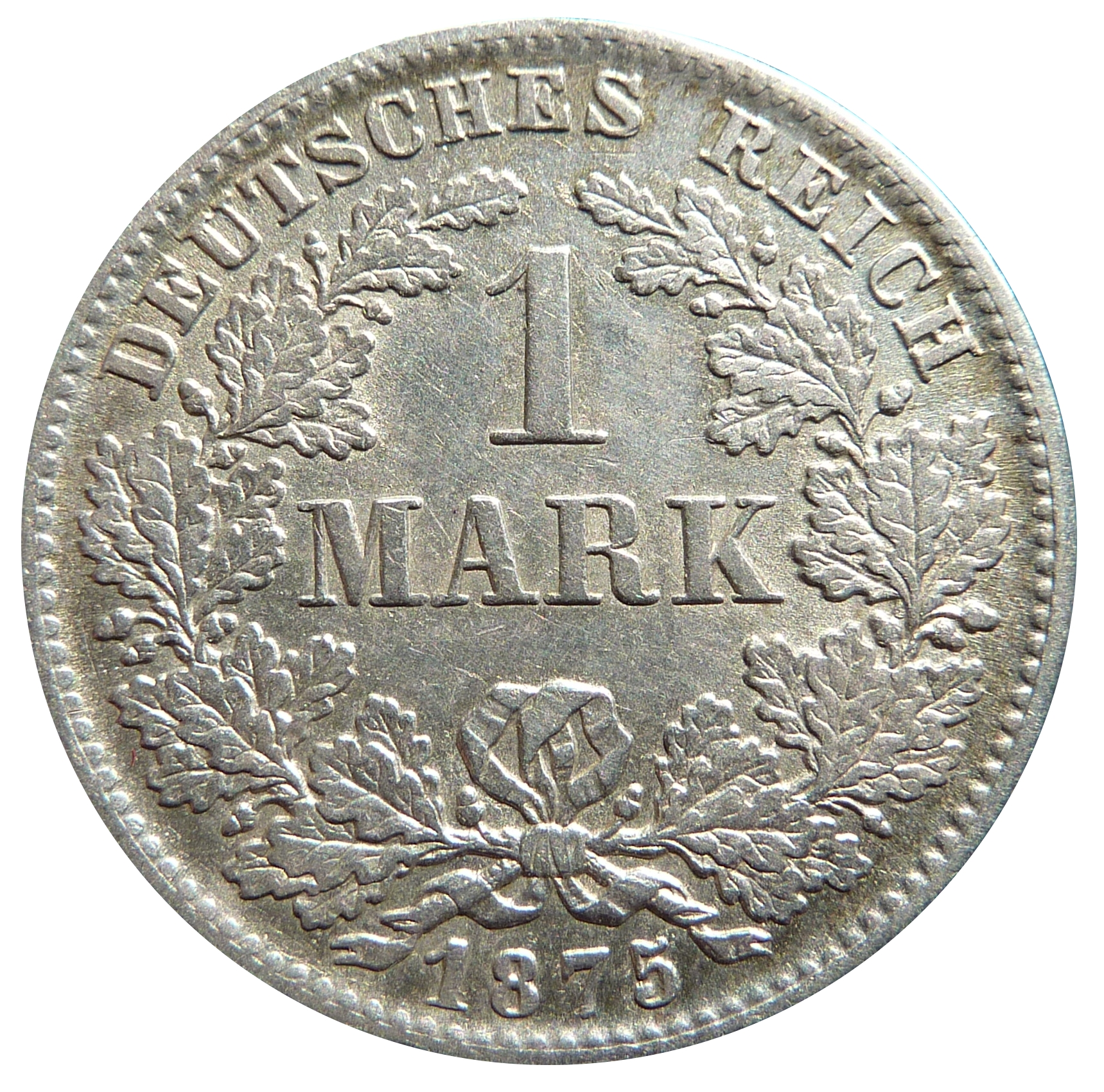
1 марка 1875

### После первой мировой войны
Во время Веймарской республики денежная система страны характеризовалась сильной инфляцией. Её курс упал до 4200 млрд марок за 1 долл. США. В ходу с 1919 по 1923 г. были так называемые бумажные марки (Papiermark) с очень большой номинальной стоимостью. В октябре 1923 г. на смену бумажной марке пришла рентная марка (Rentenmark), приравненная к триллиону прежних марок. Уже в 1924 г. валютой в Германии стала рейхсмарка (Reichsmark, «державная марка»). Официальный курс рентной марки и рейхсмарки к доллару США с 1923—1924 гг. поддерживался на уровне паритета 4,2 марки, а после девальвации доллара в 1934 г. — 2,5 марки за 1 доллар. С некоторыми изменениями она просуществовала до обмена 21 июня 1948 г. в западных зонах Германии и до 23-го июня — в восточных вместе с введёнными в сентябре 1944 г. марками Союзного военного командования (обменный курс 1 марка = 50 коп., 10 марок = 1 долл. США)- купюры в 50 пф., 1, 5, 10, 20, 50, 100 и 1000 марок.

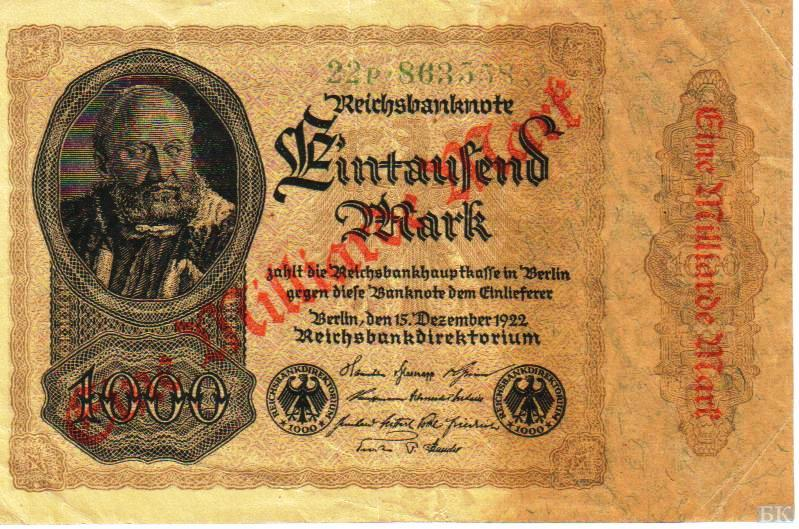
Миллиард нем. марок 1923 — из 1000 марок 1922, аверс
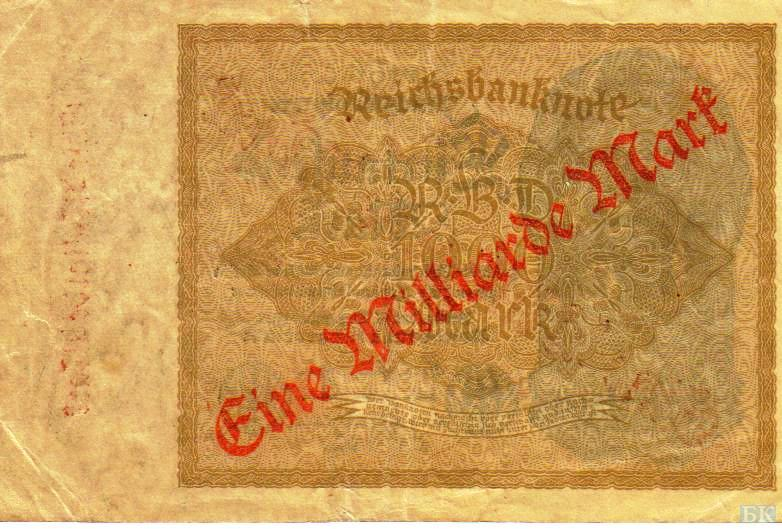
Миллиард нем. марок 1923 — из 1000 марок 1922, реверс
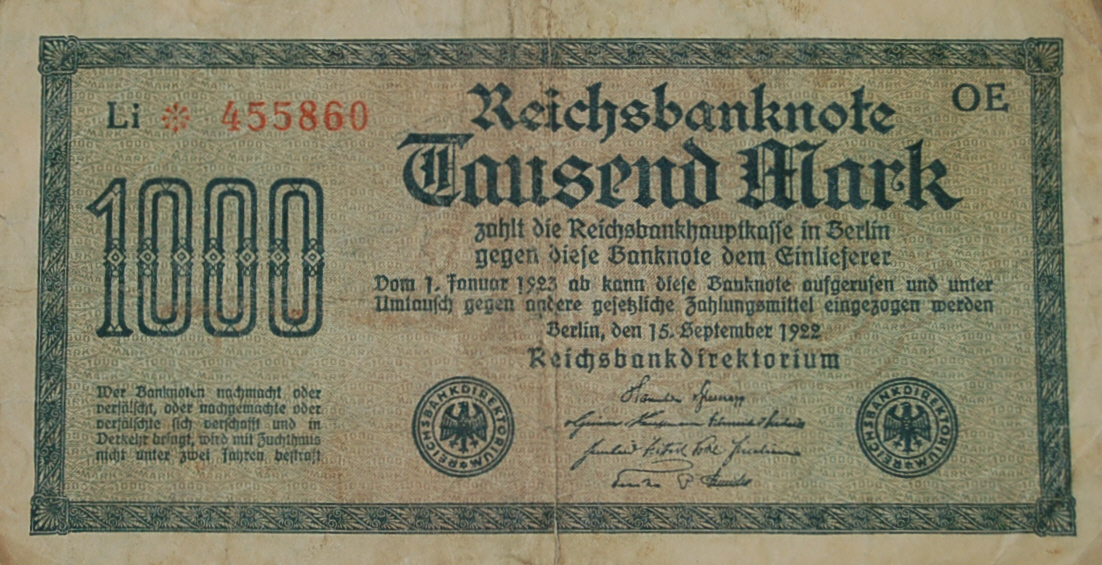
1000 марок (1923)
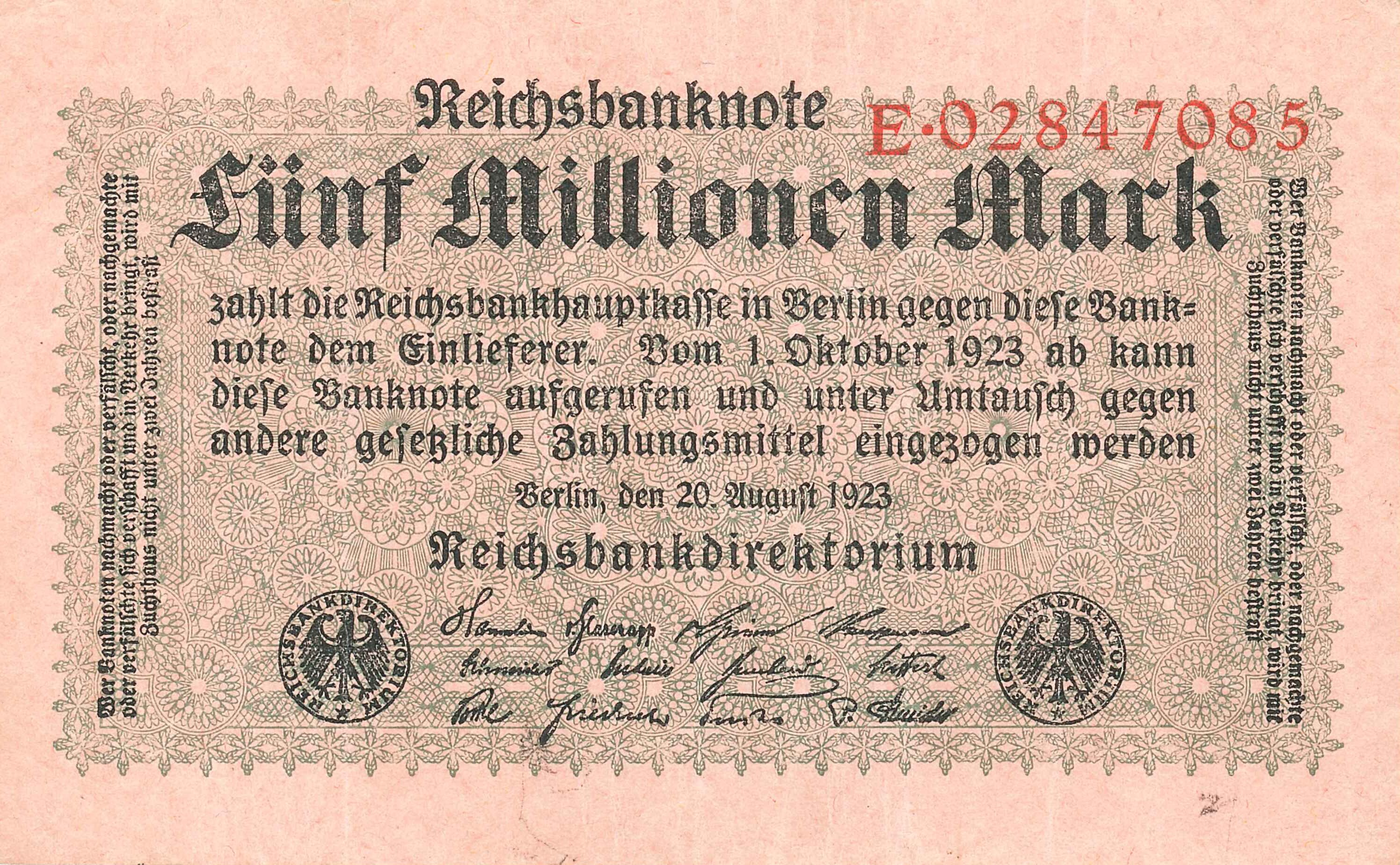
5 миллионов марок 1923 — результат гиперинфляции
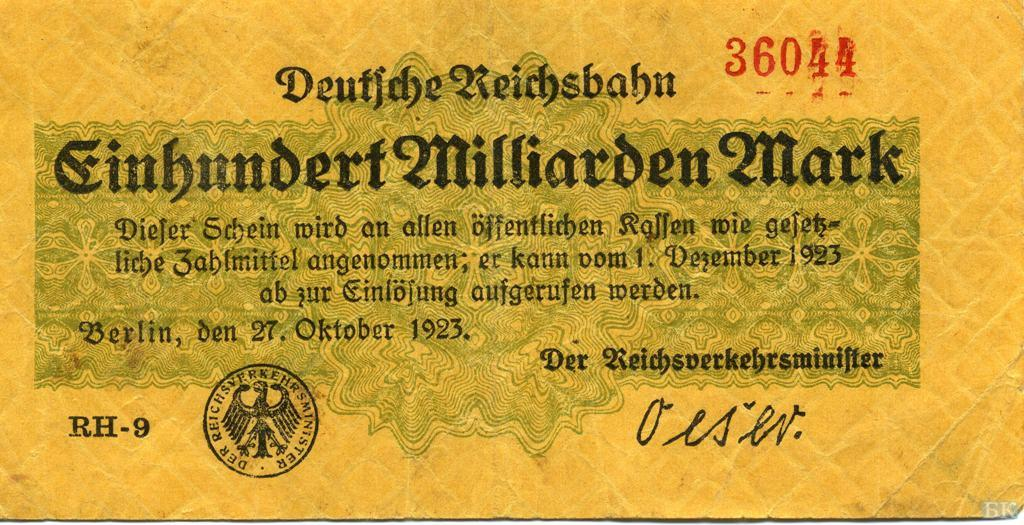
100 миллиардов марок 1923 — конечный результат гиперинфляции

### Вторая мировая война

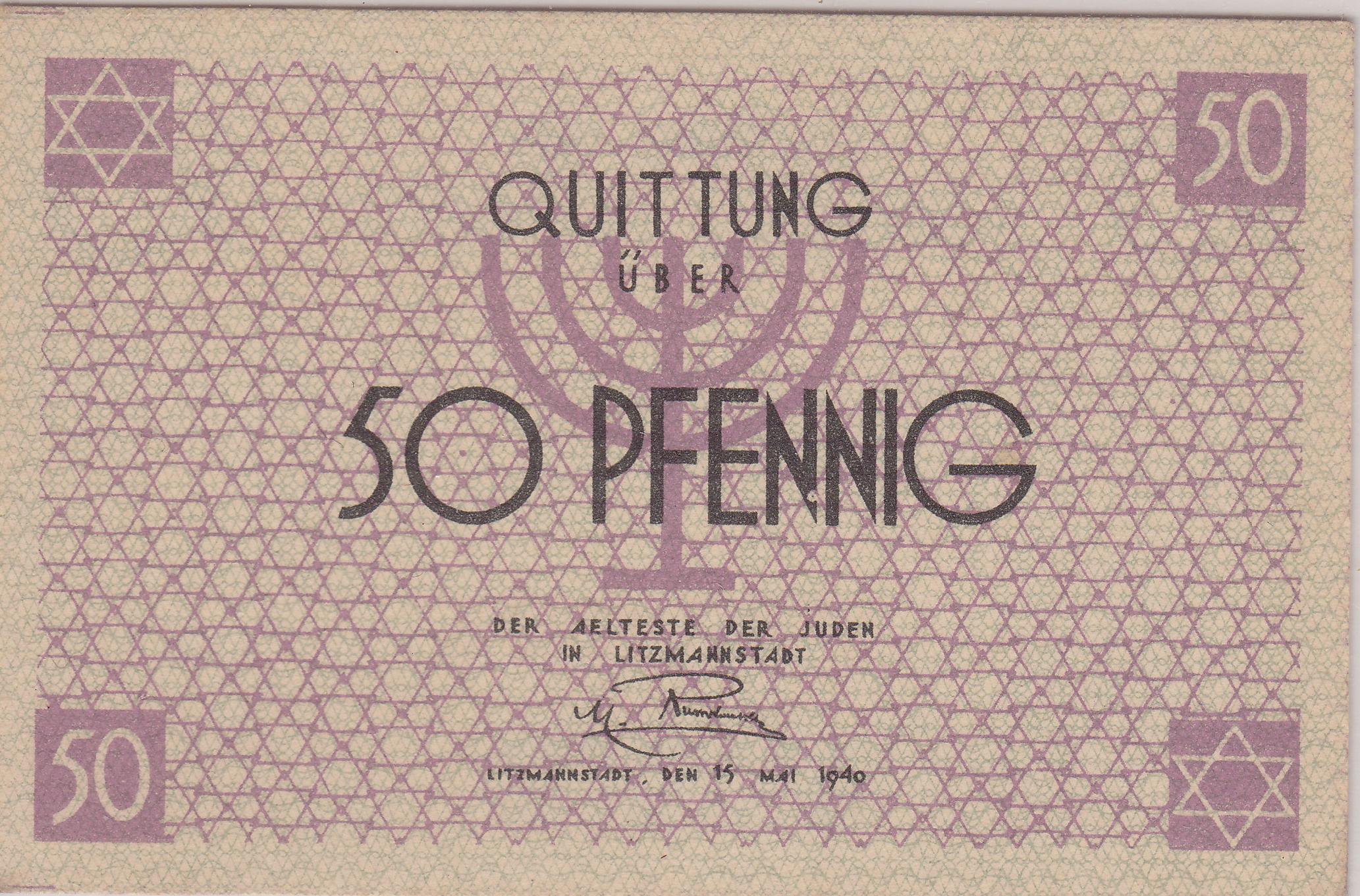
50 еврейских пфеннигов для гетто. Польша, 1940

С 1940 года для обращения на оккупированных территориях Имперскими кредитными кассами выпускались купюры в 1, 2, 5, 20, 50 марок (без указания года выпуска).
Также использовались цинковые эрзац-монеты в 5 и 10 пфеннигов.
Кроме того, для использования в войсках применялись «Платёжные средства довольствия для германских вооружённых сил» («Behelfszahlungsmittel fuer die Deutsche Wehrmacht»), которые в 1944 году сменили «Расчётные знаки германских вооружённых сил» («Verrechnungsschein fuer die Deutsche Wehrmacht»).

### После второй мировой войны
После Второй мировой войны и разделения Германии на два государства в ГДР и ФРГ были созданы две разные денежные единицы. Немецкая марка ФРГ (нем. Deutsche Mark) была в хождении до 2002 г. Немецкая марка ГДР (тоже Deutsche Mark) в 1974 была переименована в марку ГДР (нем. Mark der DDR) и имела хождение до 1990 года.

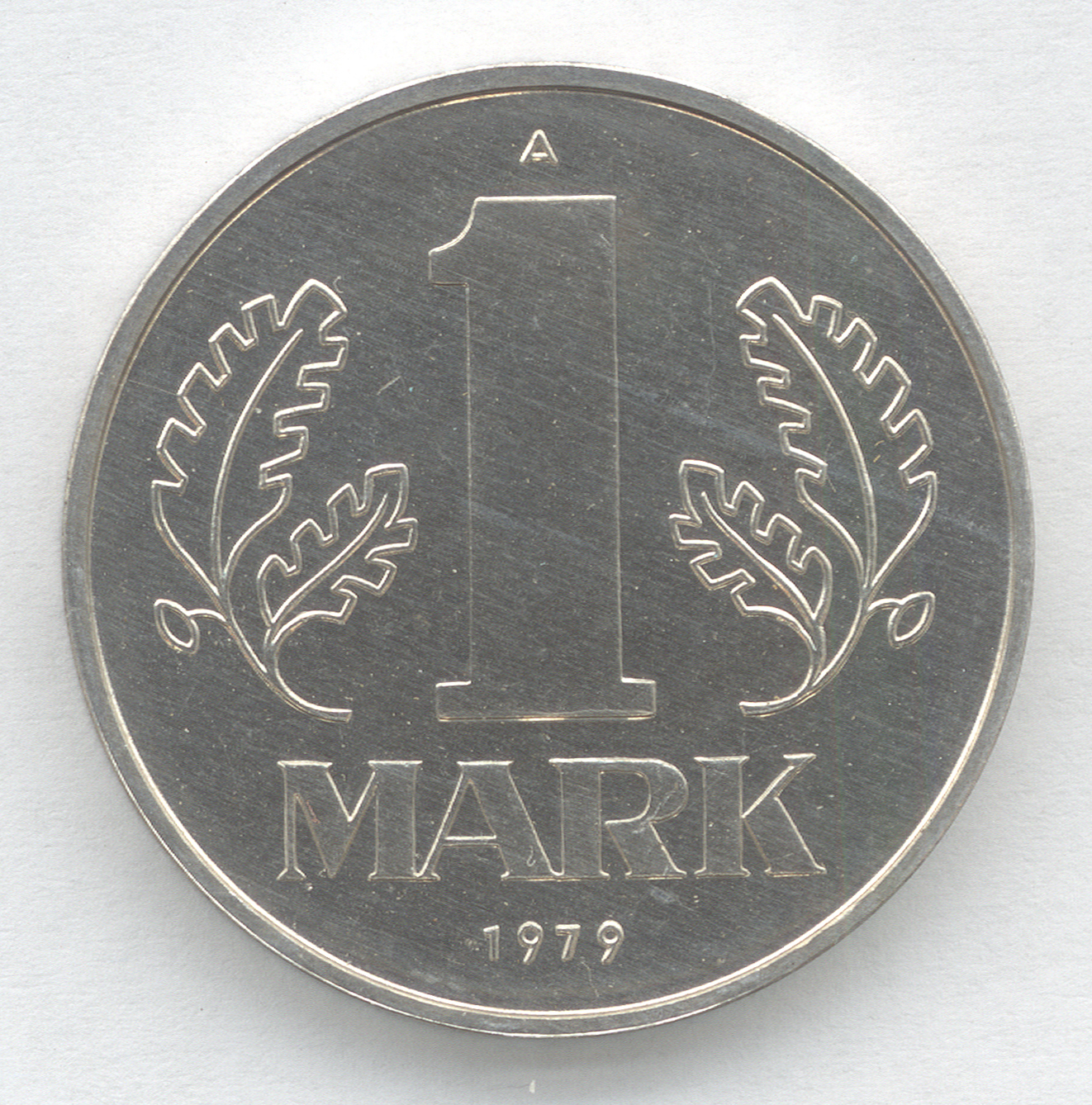
Марка ГДР
Марка ФРГ
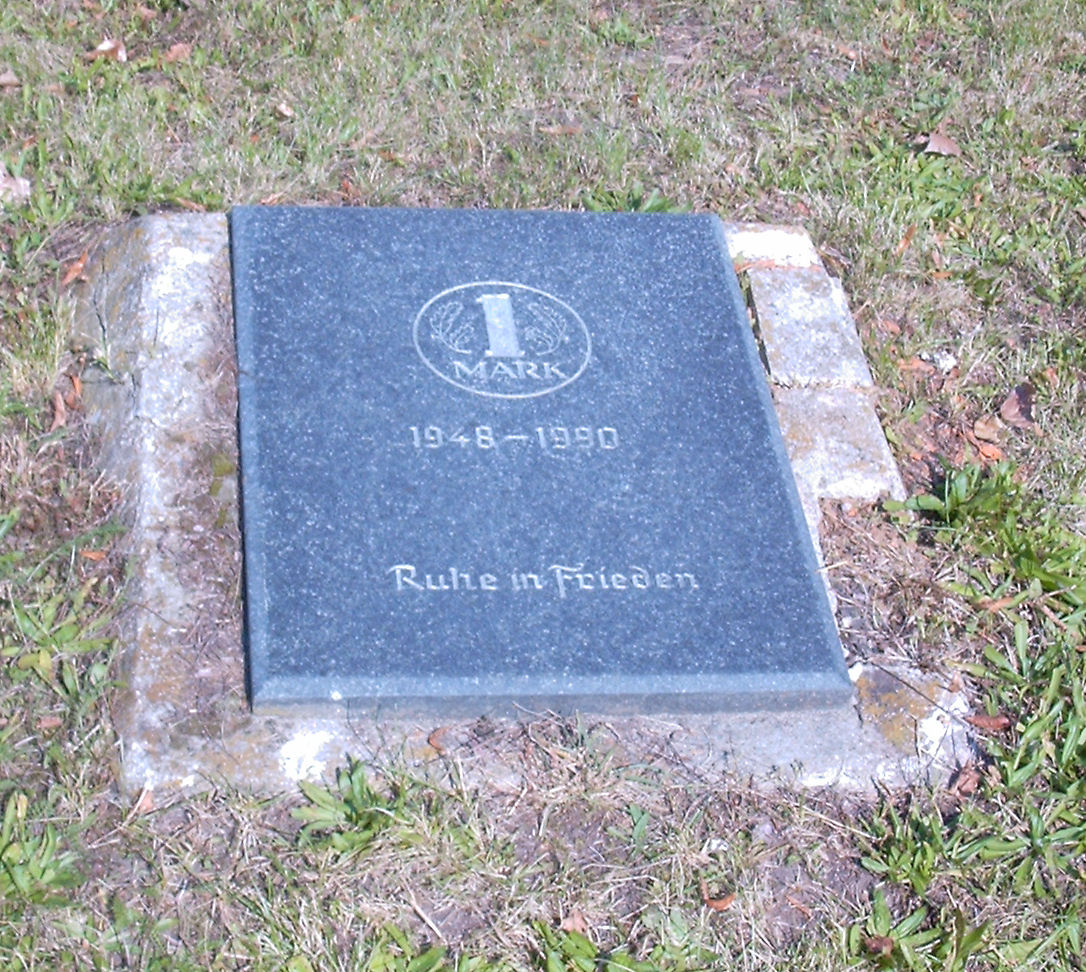
Надгробье марки ГДР

## Обозначение монетных дворов в немецких городах
На протяжении веков правом чеканить монеты обладали несколько городов Германии. Каждый из них обозначал свою идентификацию с помощью буквы.
| Буква | Город              | Период        |
| A     | Берлин             | 1871 — поныне |
| B     | Ганновер           | 1872 — 1878   |
| B     | Вена               | 1938 — 1944   |
| C     | Франкфурт-на-Майне | 1872 — 1879   |
| D     | Мюнхен             | 1872 — поныне |
| E     | Дрезден            | 1872 — 1887   |
| E     | Мульденхюттен      | 1853 — 1887   |
| F     | Штутгарт           | 1872 — поныне |
| G     | Карлсруэ           | 1872 — поныне |
| H     | Дармштадт          | 1872 — 1882   |
| J     | Гамбург            | 1875 — поныне |
| T     | Табора             | 1916          |